# التصنيفات الدولية لقطر
فيما يلي التصنيفات العالمية لقطر:

## التركيبة السكانية
- الأمم المتحدة: تحتل قطر المرتبة 155 من بين 221 دولة من حيث عدد السكان.
- الكثافة السكانية في المرتبة 128 من بين 241 دولة.
- تقرير الأمم المتحدة حول السياسات السكانية العالمية 2005: عدد المهاجرين في المرتبة 53 من بين 192 دولة.

## الاقتصاد
- الأمم المتحدة: مؤشر التنمية البشرية، المرتبة 33 من بين 182 دولة.
- الناتج المحلي الإجمالي الاسمي 2007، المرتبة 59 من قبل صندوق النقد الدولي؛ المرتبة 67 من قبل البنك الدولي؛ المرتبة 60 من قبل وكالة الاستخبارات المركزية.
- الناتج المحلي الإجمالي الاسمي للفرد 2006، المرتبة 3 من قبل صندوق النقد الدولي؛ المرتبة 4 من قبل وكالة الاستخبارات المركزية.
- مؤشر جودة الحياة 2005 من "ذا إيكونوميست"، المرتبة 41 من بين 111 دولة.
- * المنتدى الاقتصادي العالمي: تقرير التنافسية العالمية، المرتبة 22 من بين 133 دولة.
- المنتدى الاقتصادي العالمي: تقرير تنافسية السفر والسياحة 2008، المرتبة 48 من بين 130 دولة.

## البيئة
- مركز جامعة ييل للقانون والسياسة البيئية ومركز جامعة كولومبيا لشبكة معلومات علوم الأرض الدولية: مؤشر الاستدامة البيئية، بيانات غير كافية لتصنيف البلدان. وزارة الطاقة الأمريكية: انبعاثات ثاني أكسيد الكربون للفرد عام 2004، المرتبة الأولى من بين 206 دولة. [1]
- كتاب حقائق العالم : الموارد المائية في المرتبة 164 من بين 174 دولة [2]
- إنتاج النفايات: يُعتبر معدل إنتاج النفايات للفرد في قطر من أعلى المعدلات عالميًا، حيث ينتج كل فرد حوالي أربعة أرطال من القمامة يوميًا. وبذلك، ينتج سكان قطر 2.5 مليون طن من النفايات الصلبة سنويًا.

## الجغرافيا
- المساحة الإجمالية مرتبة من بين 234 دولة.

## الجيش
- مركز الدراسات الاستراتيجية والدولية : ترتيب القوات النشطة من بين 166 دولة. [3]

## السياسة
- منظمة الشفافية الدولية : مؤشر مدركات الفساد يحتل المرتبة 22 من بين 180 دولة.
- مراسلون بلا حدود : مؤشر حرية الصحافة العالمي ، تصنيف من 167 دولة.
- مؤشر الديمقراطية الصادر عن مجلة الإيكونوميست عام 2007، احتلت المرتبة 144 من بين 167 دولة.

## المجتمع
- أنقذوا الأطفال : تقرير حالة أمهات العالم 2006، المرتبة X من بين 110 دولة.
- منظمة الصحة العالمية : معدل الانتحار في 100 دولة.
- معهد الاقتصاد والسلام : مؤشر السلام العالمي يحتل المرتبة 16 من بين 144 دولة. [4]

## التكنولوجيا
- مركز تاوبمان للسياسة العامة بجامعة براون 2006: تم تصنيفه في الخدمات الحكومية عبر الإنترنت. [5] [6]
- المنظمة العالمية للملكية الفكرية : مؤشر الابتكار العالمي 2024، المرتبة 49 من بين 133 دولة. [7]

## المزيد
| منظمة                         | استطلاع                  | تصنيف     |
| ----------------------------- | ------------------------ | --------- |
| معهد الاقتصاد والسلام         | مؤشر السلام العالمي      | 16 من 144 |
| برنامج الأمم المتحدة الإنمائي | مؤشر التنمية البشرية     | 33 من 182 |
| منظمة الشفافية الدولية        | مؤشر مدركات الفساد       | 22 من 180 |
| المنتدى الاقتصادي العالمي     | تقرير التنافسية العالمية | 22 من 133 |